# Rivière Loïs
Rivière Loïs är ett vattendrag i Kanada.   Det ligger i provinsen Québec, i den sydöstra delen av landet, 400 km nordväst om huvudstaden Ottawa.
Runt Rivière Loïs är det mycket glesbefolkat, med 3 invånare per kvadratkilometer.